# Tratado de Lausanne (1912)

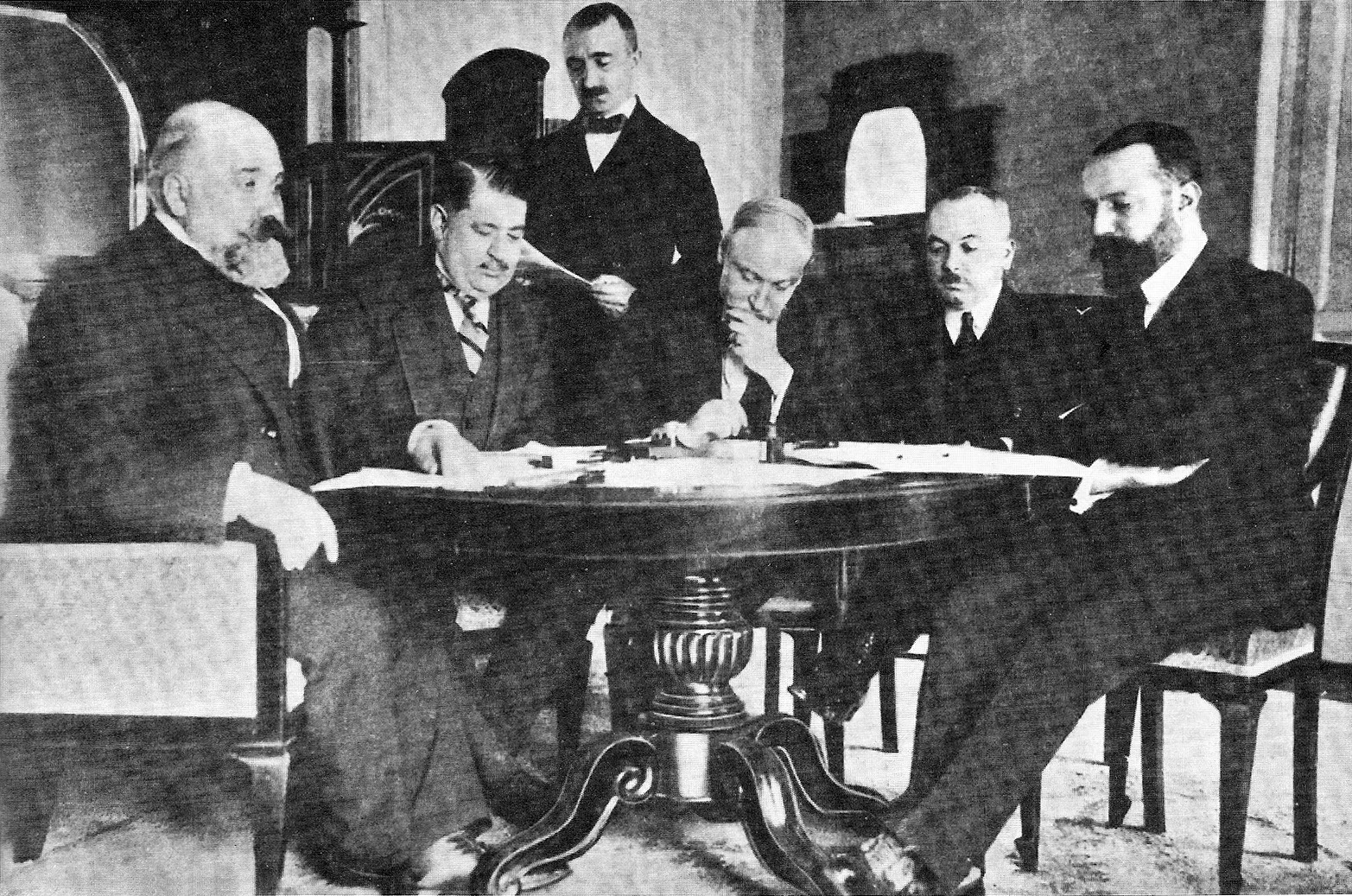
Delegações turcas e italianas em Lausanne. Da esquerda para a direita (sentados): Pietro Bertolini, Mehmet Nabi Bey, Guido Fusinato, Rumbeyoglu Fahreddin, e Giuseppe Volpi

O Tratado de Lausanne ou Lausana, assinado em 18 de outubro de 1912, também chamado de Tratado de Ouchy foi um tratado de paz entre o Reino da Itália e o Império Otomano após a vitória da Itália na Guerra Ítalo-Turca, pelo qual os turcos cederam a Tripolitânia e a Cirenaica para a Itália, porém mantendo uma soberania religiosa sobre a população muçulmana da área.
Os turcos foram "forçados" a assinar a paz quando a Itália tomou posse das ilhas do Dodecaneso. Os territórios submetidos pela Itália  foram então denominados com o nome usado pelos antigos romanos, Líbia.
Os diplomatas italianos decidiram tirar proveito da situação de fraqueza do Império Otomano para obter um acordo de paz favorável; assim  assinaram um tratado em Ouchy perto de Lausanne (o Primeiro Tratado de Lausanne).
As principais disposições do tratado, muitas vezes também chamado de Tratado de Ouchy para distingui-lo do Tratado de Lausanne de 1923, foram as seguintes:
- Os otomanos iriam retirar todos as forças militares dos vilaietes de Trablus e Benghazi (Líbia), mas em troca, a Itália retornaria Rodes e 12 ilhas nas proximidades do Mar Egeu para os turcos.
- Os Vilaietes de Trablus e Benghazi teriam um estatuto especial e um naib (regente) e um cádi (juiz) irá representar o Califa.
- Antes da nomeação desses kadis e naibs, os otomanos iriam consultar o governo italiano.
- O governo otomano será responsável pelas despesas desses kadis e naibs.